# مسجد الحاج يوسف
مسجد الحاج يوسف هو مسجد يقع في سفح التل الصلب قبالة طريق سيرانغون الأعلى في سنغافورة، وهو يندرج تحت مساجد الأوقاف.

## البناء
يقع مسجد الحاج يوسف في منطقة إعادة تطوير الجزء الشمالي الشرقي من الجزيرة، وبني المسجد لأول مرة في عام 1896، وخضع لإعادة تطوير في عام 1995، ويمكن للمسجد أن يستوعب ما يصل إلى 400 مصلي في وقت واحد، ويقام في المسجد بعض الأنشطة تشمل فصول المدارس الدينية والمحاضرات الدينية للبالغين .

## التاريخ
في الماضي تبرع العديد من المحسنين بالأراضي والأموال نحو بناء المؤسسات الخيرية والدينية في سنغافورة، واحدة من هذه الجهات المانحة هو أحمد محمد صالح أنغوليا الذي تبرع قطعة أرض تقع عند تقاطع طريق سيرانغون الأعلى والتلال الصلبة، لبناء مسجد لتلبية احتياجات المسلمين الذين يعيشون في المنطقة، في الحادي والعشرين من شهر شباط من عام 1920 عُيّن بشكل قانوني الشيخ عمر بن عبد الله بامدهاج والحاج محمد يوسف لأن تكون لهما إدارة مسجد الحاج يوسف.
تم بناء المسجد في عام 1921، ويحتل المسجد أرض مساحتها 721 قدم مربع (67 متر مربع)، وبمرور الوقت أصبح مبنى المسجد لا تستوعب جميع المصلين من سيرانغون وتوا بايوه والجنيد والدوائر المجاورة، وأصبح هناك حاجة إلى مزيد من المساحة لاستيعاب المصلين، وفي سبتمبر من عام 1973 تم توسعة المبنى، وأضيف إليه قبة، وبلغت تكلفة التوسعة 35,000 دولار سنغافوري، والتي أتت من التبرعات العامة، وأخذت التوسعة وملحقاتها سبعة أشهر لإكمال البناء، وإلى جانب الأنشطة الدينية ينظم المسجد فصول دراسية في اللغة الإنجليزية والرياضيات واللغة العربية والكتابة .

## وصلات خارجية
- موقع المسجد على الخريطة
- الموقع الرسمي لمسجد الحاج يوسف